# 카데나민꼬리박쥐
카데나민꼬리박쥐(Anoura cadenai)는 주걱박쥐과(신세계잎코박쥐류)에 속하는 박쥐의 일종이다. 콜롬비아의 토착종이다.

## 특징
작은 크기의 박쥐로 머리부터 몸까지 몸길이는 59~61mm, 전완장은 36~37mm, 귀 길이는 11~15mm 정도이다. 귀는 짧고 빳빳하다. 거무스름한 갈색부터 거무스름한 색까지 다양한 검은색을 띤다. 주둥이는 가늘고 길며, 작은 창코 잎코 끝에 있다. 혀는 얇고 신축성이 있으며, 끝에 실같은 돌기가 있다. 귀는 비교적 작고 둥글며 갈라져 있다. 꼬리는 없지만, 날개 아래 안쪽을 따라서 얇은 비막에 줄어든 꼬리 비막이 있고 털이 조금 흩어져 나 있다.

## 생태
곤충과 꽃꿀 그리고 꽃가루를 먹는다.

## 분포 및 서식지
콜롬비아 남서부의 안데스 산맥 서부 경사면을 따라서만 알려져 있다. 해수면 이상 800m와 1400m 사이에서 서식한다.

## 보존 상태
국제 자연 보전 연맹(IUCN)은 관입술꿀박쥐의 일부로 간주한다.